# Battaglia di Prilep
La battaglia di Prilep, o battaglia di Pirlepe, fu combattuta durante la prima guerra balcanica, dal 3 al 5 novembre 1912, fra il Regno di Serbia e l'Impero ottomano nella città di Prilep, oggi appartenente alla Macedonia del Nord. La battaglia durò tre giorni e si concluse con la vittoria dell'esercito serbo che costrinse quello ottomano a ritirarsi.

## Antefatti
Dopo la sconfitta subita nella battaglia di Kumanovo, l'armata ottomana del Vardar del generale Zeki Pascià si ritirò verso sud con l'intento di stabilirsi a difesa di Monastir, la maggiore città nel sud della Macedonia occidentale. Contro Monastir mosse la 1ª armata serba, che entrò a Skopje il 26 ottobre senza incontrare resistenza e quindi si diresse verso Prilep attraverso Veles, ma il cattivo tempo ostacolò l'inseguimento delle forze ottomane e la divisione Morava avanzò verso Kičevo, passando per Tetovo e Gostivar, lasciando indietro l'altra divisione della 1ª armata impegnata nell'inseguimento, la Drina.
L'armata del Vardar era composta da tre corpi d'armata: il V e il VI Corpo si ritirarono in direzione di Prilep, mentre il VII Corpo verso Kirçova. Quando il V e il VI Corpo giunsero a Prilep, Zeki Pascià ordinò al VI Corpo di procedere verso Monastir, per impedire che la città cadesse in mani nemiche prima che la ritirata fosse completata (anche i Greci stavano avanzando, da sud, verso Monastir), e al V Corpo del generale Kara Said Pasha di restare a Prilep per cercare di ritardare l'avanzata serba. La città di Prilep offriva buone posizioni difensive, le migliori delle quali erano nelle montagne circa dieci kilometri a nord della città. Tuttavia, l'aggressività delle fanterie serbe, che avevano incominciato ad aggirare il fianco destro delle truppe ottomane, forzò il V Corpo ad abbandonare le alture e a ritirarsi verso Prilep stabilendo nuove posizioni difensive immediatamente a nord della città.

## Svolgimento
Il 3 novembre, sotto la poggia, le avanguardie della Divisione Morava giunsero in vista di Prilep e vennero a trovarsi improvvisamente sotto il fuoco dell'artiglieria ottomana. Il V Corpo ottomano aveva a disposizione circa 18000 uomini e 27 cannoni, anche se il grosso delle artiglierie era stato abbandonato a Skopje durante la ritirata dopo la battaglia di Kumanovo. I primi attacchi serbi furono respinti e il sopraggiungere della sera pose fine ai combattimenti. Il mattino successivo arrivò a Prilep anche la divisione Drina, consentendo ai serbi di guadagnare la superiorità numerica e di iniziare una manovra di aggiramento sul fianco sinistro dello schieramento ottomano. Il V Corpo, che non aveva riserve da gettare nello scontro, fu costretto ad arretrare e a ritirarsi a sud della città su una nuova linea difensiva, ma, i continui attacchi serbi, obbligarono gli ottomani nuovamente alla ritirata.
Il 5 novembre, i serbi, mentre avanzavano verso sud, presso il villaggio di Alinci (Alinça), per difetto di ricognizione caddero nuovamente sotto il fuoco degli ottomani, schierati in posizione vantaggiosa sulle alture che dominavano la strada per Bitola. I serbi andarono risolutamente all'attacco delle posizioni tenute dagli ottomani con l'uso delle baionette e delle bombe a mano, costringendoli a ritirarsi dopo furiosi combattimenti.
La battaglia costò ai serbi circa 2000÷3000 uomini fra morti e feriti; agli ottomani 300 morti, 900 feriti e 152 prigionieri. Durante la battaglia, i serbi combatterono senza la presenza del loro comandante, il principe ereditario Alessandro Karađorđević, caduto malato, ma che comunque riuscì a comunicare con le sue truppe attraverso il telefono.